# Eltrombopag
Eltrombopag este un medicament antihemoragic, utilizat pentru tratamentul trombocitopeniei. Calea de administrare disponibilă este cea orală.
Eltrombopag este un agonist al receptorilor pentru trombopoietină. Molecula a fost descoperită ca urmare a colaborării dintre GlaxoSmithKline și Ligand Pharmaceuticals și a fost preluată de Novartis Pharmaceuticals.